# Sun Bowl 2016
Match précédent Match suivant
Le Sun Bowl 2016 est un match de football américain de niveau universitaire  joué après la saison régulière de 2016, le 30 décembre 2016 au Sun Bowl Stadium d'El Paso au Texas. 
Il s'agit de la 83e édition du Sun Bowl.
Le match a mis en présence les équipes des Cardinal de Stanford issus de la Pacific-12 Conference et des Tar Heels de la Caroline du Nord issus de l'American Athletic Conference.
Il a débuté à midi locales (UTC−06:00) et a été retransmis en télévision sur ESPN.
Sponsorisé par la société Hyundai, le match fut officiellement dénommé le Hyundai Sun Bowl 2016.
Stanford gagne le match sur le score de 25 à 23.

## Présentation du match
| Équipes                                                                                        | Conférences | Entraîneurs  | Stats. saison rég. | Classements avant le bowl (CFP/AP/Coaches) |
| ---------------------------------------------------------------------------------------------- | ----------- | ------------ | ------------------ | ------------------------------------------ |
| Cardinal de Stanford                                                                           | PAC-12      | David Shaw   | 9-3                | # 18 - 16 -16                              |
| Tar Heels de la Caroline du Nord                                                               | AAC         | Larry Fedora | 8-4                | NC                                         |
| Arbitre : John McDaid (SEC) Équipe donnée favorite par les bookmakers : Stanford par 3 points. |             |              |                    |                                            |

Il s'agit de la 3e rencontre entre ces deux équipes, les deux équipes ont gagné un match avant ce bowl.

### Cardinal de Stanford
Avec un bilan global en saison régulière de 9 victoires pour 3 défaites, Stanford est éligible et accepte l'invitation pour participer au Sun Bowl de 2016.
Ils terminent 3e de la North Division de la Pacific-12 Conference derrière no 4 Washington et Washington State, avec un bilan en division de 6 victoires pour 3 défaites.
A l'issue de la saison 2016 (bowl non compris), ils seront classés # 18 au classement CFP et # 16 aux classements AP et Coaches.
Après le Sun Bowl, ils seront classés #12 aux classements CFP et AP.
Il s'agit de leur 4e participation au Sun Bowl :
| Dates            | Adversaire              | Scores | V-D | Bilan |
| ---------------- | ----------------------- | ------ | --- | ----- |
| 31 décembre 1977 | LSU Tigers              | 24-14  | V   | 1-0   |
| 31 décembre 1996 | Michigan State Spartans | 38-00  | V   | 2-0   |
| 31 décembre 2009 | Oklahoma Sooners        | 27-31  | D   | 2-1   |

### Tar Heels de la Caroline du Nord
Avec un bilan global en saison régulière de 8 victoires pour 4 défaites, North Carolina est éligible et accepte l'invitation pour participer au Sun Bowl de 2016.
Ils terminent 2e de la Coastal Division de l'American Athletic Conference derrière no 16 Virginia Tech, avec un bilan en division de 5 victoires pour 3 défaites.
A l'issue de la saison 2016 et après le Sun Bowl, ils n'apparaissent pas dans les classements CFP , AP et Coaches.
Il s'agit de leur 5e participation au Sun Bowl : 
| Dates            | Adversaire                 | Scores | V-D | Bilan |
| ---------------- | -------------------------- | ------ | --- | ----- |
| 30 décembre 1972 | Texas Tech Red Raiders     | 32-28  | V   | 1-0   |
| 28 décembre 1974 | Mississippi State Bulldogs | 24-26  | D   | 1-1   |
| 25 décembre 1982 | Texas Longhorns            | 26-10  | V   | 2-1   |
| 30 décembre 1994 | Texas Longhorns            | 31-35  | D   | 2-2   |

## Résumé du match
Début du match à midi heure locale, fin à 16 h 1 pour une durée totale de quatre heures et une minute de jeu.
Température de 9 °C, vent de 8 km/h et de nord-est, ciel nuageux
| QT          | Temps       | Drive       | Drive       | Drive       | Équipe      | Description de l'action | Score | Score |
| QT          | Temps       | Jeux        | Yards       | TDP         | Équipe      | Description de l'action | STAN  | UNC   |
| ----------- | ----------- | ----------- | ----------- | ----------- | ----------- | --- | ----- | ----- |
| 1           | 08:58       | 10          | 71          | 04:16       | UNC         | TD de 19 yards par Switzer, R à la suite d'une réception de passe de QB Trubisky, M + 1 point de conversion par K Weiler, N                                     | 0     | 7     |
| 1           | 06:11       | 6           | 75          | 02:47       | STAN        | TD de 49 yards par Love,B à la suite d'une réception de passe de QB Chryst, K + 1 point de conversion par K Ukropina, C                                         | 7     | 7     |
| 2           | 14:13       | 12          | 29          | 05:12       | STAN        | Field goal de 44 yards par K Ukropina, C | 10    | 7     |
| 2           | 00:32       | 5           | 3           | 01:20       | STAN        | Field goal de 33 yards par K Ukropina, C | 13    | 7     |
| 3           | 10:18       | 5           | 40          | 01:53       | STAN        | Field goal de 43 yards par K Ukropina, C | 16    | 7     |
| 3           | 06:56       | 8           | 55          | 03:22       | UNC         | Field goal de 37 yards par K Weiler, N | 16    | 10    |
| 3           | 02:09       | 9           | 68          | 03:12       | UNC         | TD à la suite d'une course de 5 yards par Brown, J + 1 point de conversion par K Weiler, N                                                                      | 16    | 17    |
| 4           | 14:13       | -           | -           | -           | STAN        | TD de 19 yards par Lloyd, D à la suite d'une interception de passe retournée mais le point de conversion par K Burns, R échoue                                  | 22    | 17    |
| 4           | 03:23       | 12          | 70          | 07:17       | STAN        | Field goal de 27 yards par K Ukropina, C | 25    | 17    |
| 4           | 00:25       | 10          | 97          | 01:09       | UNC         | TD de 2 yards par Howard, B à la suite d'une réception de passe de QB Trubisky, M mais la tentative de conversion à 2 points à la course par Trubisky, M échoue | 25    | 23    |
| Score final | Score final | Score final | Score final | Score final | Score final | Score final | 25    | 23    |

## Statistiques
| Statistiques par équipe                |              |               |
| Statistiques                           | STAN         | UNC           |
| 1er down                               | 16           | 26            |
| 1er down à la course                   | 8            | 8             |
| 1er down à la passe                    | 6            | 15            |
| 1er down suite pénalité                | 2            | 3             |
| Conversion de 3e down                  | 5/15         | 5/13          |
| Conversion de 4e down                  | 0/0          | 0/0           |
| Jeux–yards                             | 61/283       | 76/398        |
| Yards à la course                      | 129          | 118           |
| Yards à la passe                       | 154          | 280           |
| Passes : Réussies-Tentées-Interceptées | 9/18, 0 int. | 23/39, 2 int. |
| Réussite en zone rouge/chances         | 4/5          | 4/4           |
| TD                                     | 2            | 3             |
| Field Goals                            | 4/5          | 1/2           |
| Sacks (Nombre-Yards perdus)            | 2/23         | 3/21          |
| Fumbles (Nombre/Perdus)                | 0/0          | 1/1           |
| Pénalités (Nombre/Yards perdus)        | 12/85        | 7/50          |
| Temps de possession                    | 32:25        | 27:35         |

| Meilleur joueur (MVP) |          |       |
| Nom                   | Équipe   | Poste |
| Solomon Thomas        | Stanford | DE    |

| Statistiques individuelles |                  |                                                                |
| Quaterbacks                |                  |                                                                |
| STAN                       | Burns, R         | 6/12 passes réussies, 0 int., 86 yards, 0 TD, 3 sacks subis    |
| UNC                        | Trubisky, M      | 23/39 passes réussies, 2 int., 280 yards, 2 TDs, 2 sacks subis |
| Meilleurs coureurs         |                  |                                                                |
| STAN                       | Love, B          | 21 courses pour 119 yards nets, 0 TD                           |
| UNC                        | Logan, T         | 19 courses pour 72 yards nets, 0 TD                            |
| Meilleurs receveurs        |                  |                                                                |
| STAN                       | A.-Whiteside, JJ | 3 réceptions pour 28 yards, 0 TD                               |
| UNC                        | Proehl, A        | 7 réceptions pour 91, 0 TD                                     |
| Meilleurs tackleurs        |                  |                                                                |
| STAN                       | Phillips, H      | 9 assistes                                                     |
| UNC                        | Collins, C       | 4 tacles en solo et 6 assistes                                 |